# إغناثيو إدالغو دي ثيسنيروس
إغناثيو إدالغو دي ثيسنيروس إي لوبيث دي مونتينيغرو (بالإسبانية: Ignacio Hidalgo de Cisneros y López de Montenegro، ولد في 11 يوليو 1896، فيتوريا، إسبانيا - توفي في 9 فبراير 1966، بوخارست، رومانيا) كان قائداً عسكرياً إسبانياً بالقوات الجوية الإسبانية